# Anastatus koebelei
Anastatus koebelei är en stekelart som beskrevs av William Harris Ashmead 1901. Anastatus koebelei ingår i släktet Anastatus och familjen hoppglanssteklar. Inga underarter finns listade i Catalogue of Life.